# Cyperus sharonensis
Cyperus sharonensis är en halvgräsart som beskrevs av Avinoam Danin och Ilkka Toivo Kalervo Kukkonen. Cyperus sharonensis ingår i släktet papyrusar, och familjen halvgräs. Inga underarter finns listade i Catalogue of Life.